# Liste des nouvelles de Robert Sheckley

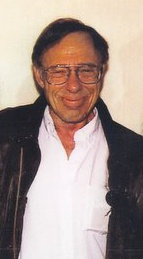
Robert Sheckley au milieu des années 1990.

Cet article présente la plus grande partie des nouvelles de science-fiction écrites par l’auteur américain
Robert Sheckley, citées par ordre alphabétique du titre en langue anglaise.

## Nouvelles de science-fiction
- A Conversation With The West Nile Virus (2002, BIGNews (also on Internet) 2002/12 and 2003/1)
- A New Christmas Carol (1993, Christmas Forever, ed. David G. Hartwell, Tor 1993)
- A Plague of Unicorns (1995, Peter S. Beagle's Immortal Unicorn)
- A Spirit of Place (2004, Microcosms éd. Gregory Benford)
- A Strange But Familiar Country (2002, BIGNews (also on Internet) 2002/9)
- A Suppliant in Space (1973, The Robot Who Looked Like Me)
- A Thief in Time (1954, Citizen in Space)
- Un billet pour Tranaï (titre original : A Ticket to Tranai, 1955, Citizen in Space)
- A Trick Worth Two of That (2001, Uncanny Tales)
- A Wind Is Rising (1957, Notions : Unlimited)
- An Infinity of Angels (2001, Official Angel Website)
- Accept No Substitutes (1958, Infinity SF 1958/3)
- Agamemnon's Run (2002, Uncanny Tales)
- Alien Starswarm (1990?, Portland, OR: DimeNovels 1990)
- Aliens: Alien Harvest (1995, Bantam Spectra 1995) - voir Aliens
- All the Things You Are (1956, Pilgrimage to Earth)
- Alone at Last (1957, in recueil Shards of Space)
- Amsterdam Diary (1989?, Semiotext(e) #14 1989)
- Ask a Foolish Question (1953, in recueil Citizen in Space)
- Aspects of Langranak (Can You Feel Anything When I Do This ?)
- At the Conference of Birds (1987, The Collected Short Stories of Robert Sheckley Book Five)
- Au bazar des mondes (The Store of the Worlds - 1959)
- Bad Medicine (1956, Pilgrimage to Earth)
- Beetle (2003, BIGNews (also on Internet) 2003/9)
- Beside Still Waters (1953, in recueil Untouched by Human Hands)
- Body Game (1978, Omni Dec 1978)
- Breakout (1990?, The War Years #2: The Siege of Arista, ed. Bill Fawcett, Penguin/Roc 1990)
- Budget Planet (1968, F&SF Mar 1968)
- Can You Feel Anything When I Do This ? (1969, Can You Feel Anything When I Do This?)
- Carhunters of the Concrete Prairie (1989, Les Fils de Fondation, ed. Martin H. Greenberg, Tor)
- Carrier (1954, If)
- Celestial Visitations (1980, Omni Nov 1980)
- Citizen in Space (1955, Citizen in Space. Also known as Spy Story)
- Change from a Silver Dollar (1954, The Saint Detective Magazine 1954/12)
- Charter for Murder (1958, Short Stories (UK) 1958/12)
- Closed Circuit (1953, Science Fiction Adventures 1953/9)
- Coast to Coast (1953, Collier's 1953/7)
- Conquerors Planet (1954, Fantastic Universe 1954/10)
- Conversations on Mars (2004, BIGNews (also on Internet) 2004/7)
- Conversation on Mars (2005,Amazing 2005/3)
- Cordle to Onion to Carrot (1969, Can You Feel Anything When I Do This?)
- Cornfield (2002, BIGNews (also on Internet) 2002/11)
- Le Coût de la vie, 1952 ((en) Cost of Living, 1952)
- Dawn Invader (1957, Notions: Unlimited)
- Deadhead (1955, Pilgrimage to Earth)
- Death of the Dreammaster (1989, The Further Adventures of Batman, ed.  Martin H. Greenberg, 1989)
- Death Freaks (1989, Prophets in Hell, ed. Janet Morris)
- Death Wish (1956, Galaxy 1956/6 as Ned Lang)
- Deep Blue Sleep (1999, in recueil Uncanny Tales)
- Devildeal (in recueil Deals with the Devil, ed. Mike Resnick, Martin H. Greenberg et Loren D. Estleman, DAW 1994)
- Diaghilev Plays Riverworld (1993?, Quest to Riverworld, ed. Philip José Farmer, Warner Questar 1993)
- Dial-a-Death (1987, The Collected Short Stories of Robert Sheckley Book Five)
- Diplomatic Immunity (1953, The People Trap)
- Disposal Service (1955, Pilgrimage to Earth)
- Disquisitions on the Dinosaur (1993, Dinosaur Fantastic, ed. Mike Resnick & Martin H. Greenberg, DAW 1993)
- Divine Intervention (1989, The Collected Short Stories of Robert Sheckley Book Five)
- Doctor Zombie and His Little Furry Friends (Can You Feel Anything When I Do This ?)
- Double Indemnity (1957, Notions : Unlimited)
- Down the Digestive Tract and into the Cosmos with Mantra, Tantra and Specklebang (1971, Can You Feel Anything When I Do This?)
- Dreamworld (1968, The People Trap. Version révisée de The Petrified World)
- Dukakis and the Aliens (1992, Uncanny Tales)
- Duplication (1959?, Playboy May 1959)
- Early Model (1956, Pilgrimage to Earth)
- Earth, Air, Fire and Water (1955, Pilgrimage to Earth)
- Eastern Exposures (1981?, Omni Feb 1981)
- Emissary from a Green and Yellow World (1998, Uncanny Tales)
- End City (1974, The Robot Who Looked Like Me. Two versions exist, with different endings.)
- Fear in the Night (1952, Pilgrimage to Earth)
- Feeding Time (1953, Notions: Unlimited)
- Fool's Mate (1953, Shards of Space)
- Forever (1959, Shards of Space)
- Final Examination (1952, Imagination 1952/5)
- La pêche est ouverte, 1978 ((en) Fishing Season, 1953)Parue dans le recueil The People Trap
- Five Minutes Early (1982, Is THAT What People Do ?)
- Fortunate Person ; voir The Luckiest Man in the World
- Game: First Schematic (1971?, Can You Feel Anything When I Do This?)
- George and the Boxes (1995, origin unknown; Russian translation published in Новые Миры Роберта Шекли, Vol. 2. Полярис, 1998)
- Ghost V (1954, The People Trap)
- Good-Bye Forever to Mr. Pain (1979, Is THAT What People Do?)
- Gray Flannel Armor (1957, Notions: Unlimited)
- Hands Off (1954, Citizen in Space)
- Heroes in Hell ; voir Death Freaks
- Hex on Hax (1954, Planet Stories 1954/9 (Fall Issue))
- Holdout (1957, in recueil Notions : Unlimited)
- How to Write Science Fiction (Transmutations, Alexei Panshin, Elephant 1982)
- Human Man's Burden (1956, Pilgrimage to Earth)
- Hunger (2003, Stars: Original Stories Based on the Songs of Janis Ian ed. Janis Ian et Mike Resnick)
- Une chasse difficile, 1956 ((en) Hunting Problem, 1955)Egalement titrée Un problème de chasse
- I Can Teleport Myself to Anywhere (1979, Twenty Houses of the Zodiac, ed. Maxim Jakubowski, 1979)
- Je vois un homme assis dans un fauteuil, et le fauteuil lui mord la jambe (titre original : I See a Man Sitting on a Chair, and the Chair is Biting His Leg (1968, in recueil The Robot Who Looked Like Me, texte écrit en collaboration avec Harlan Ellison)
- If the Red Slayer (Amazing juillet 1959 ; in recueil Store of Infinity)
- In a Land of Clear Colors (1976, New Constellations, ed. Thomas M. Disch et Charles Naylor, Harper 1976)
- Is THAT What People Do? (1978, The Robot Who Looked Like Me)
- Join Now – see The Humours
- Judication (1959?, Playboy May 1959)
- Juleeeeeeeeeeen! (1986, Twilight Zone Oct 1986). Collaboration with Jay Rothbell Sheckley)
- Keep Your Shape – see Shape
- Kenny (1999, The Magazine of Fantasy and SF, 1999/10)
- Khasara (The Break Through, ed. David Drake & Bill Fawcett, Ace 1989) - for David Drake's Fleet series
- Klaxon (1988, The Fleet, ed. David Drake & Bill Fawcett, Ace 1988) - for David Drake's Fleet series
- Legend of Conquistadors (2003, The Magazine of Fantasy and SF 2003/4)
- Love, Inc. – see Pilgrimage to Earth
- Love Song from the Stars (1989, Weird Tales Win 1989/90)
- Lubrication (1959?, Playboy May 1959)
- M Molecule ; voir Specialist
- Magic, Maples, and Maryanne (2000, Uncanny Tales)
- Man of the Hour (1954, Science Fiction Digest 1954/5 issue 2 of 2)
- Mayhem Party (1996?, The Ultimate Super-Villains, ed. Stan Lee, Boulevard 1996)
- Meanwhile, Back at the Bromide (1962, Is THAT What People Do?)
- Meeting of the Minds (1960, Shards of Space)
- Memoir (1986?, Worlds of If: A Retrospective Anthology, ed. Frederik Pohl, Martin H. Greenberg & Joseph D. Olander, Bluejay 1986)
- Message from Hell (1988, Weird Tales Winter 1988-89)
- Message From Pluto (2003, BIGNews (also on Internet) 2003/5)
- Milk Run (1954, Pilgrimage to Earth)
- Minority Group (1954, Fantastic Universe 1954/11)
- Minotaur Maze (1990?, Axolotl Press: Eugene, OR 1990)
- Miranda (Alternate Outlaws, ed. Mike Resnick, Tor 1994)
- Mirror Games (2001, Uncanny Tales)
- Miss Mouse and the Fourth Dimension (1982, Is THAT What People Do?)
- Morning After (1957, Notions: Unlimited)
- Mrs. Donaldson's Puzzling Dream (1957, Swank 1957/5)
- My Trip To Mars (2004, BIGNews (also on Internet) 2004/1)
- Myryx (1983?, Isaac's Universe Volume One: The Diplomacy Guild, ed. Martin H. Greenberg, Avon 1990)
- Notes on the Perception of Imaginary Differences (Can You Feel Anything When I Do This?)
- Off-Limits Planet (1954, Imagination 1954/5)
- On Three Cigars (2000, Civil War Fantastic ed. Greenberg 2000/7)
- One Man's Poison (1953, Galaxy 1953/12)
- Onesday (1991, Pulphouse: The Hardback Magazine Issue 10, ed. Kristine Kathryn Rusch, Pulphouse 1991)
- Operating Instructions (1953, Astounding 1953/5, later in Beyond the Barriers of Time and Space anthology, ed. Merril, 1954)
- Pandora's Box—Open with Care (2000, Uncanny Tales)
- Paradis II, 1975 ((en) Paradise II, 1954)
- Pas de Trois of the Chef and the Waiter and the Customer (1971, Can You Feel Anything When I Do This?)
- Pilgrimage to Earth (1956, Pilgrimage to Earth. Also known as Love, Inc.)
- Plague Circuit (Can You Feel Anything When I Do This?)
- Potential (1953, Shards of Space)
- Primordial Follies (1998, Ma che Pianeta mi hai Fatto?, only published in translation to Italian)
- Privilege Of Age (2003, BIGNews (also on Internet) 2003/3)
- Proof of the Pudding (1952, The People Trap)
- Prospector's Special (1959, Shards of Space)
- Protection (1956, Pilgrimage to Earth)
- Reborn Again (2005, Imagination 2005/1 (?))
- Redfern's Labyrinth (in recueil The People Trap)
- Restricted Area (1953, The People Trap)
- Ritual (1953, in recueil Untouched by Human Hands)
- Robotgnomics (Omni Dec 1984)
- Robotvendor Rex (1985, Omni Feb 1986)
- Un Sarkanais peut en cacher un autre (Sarkanger, 1982? 1986?, Stardate Jan/Feb 1986)
- Scenes from the Contest (2005, You Bet Your Planet ed. Greenberg & Koren)
- Seventh Victim (1953, Untouched by Human Hands)
- Seven Soup Rivers (1995, Galaxy Jan/Feb 1995 (Issue 7))
- Shall We Have a Little Talk ? (1965, The People Trap)
- Shape (1953, Untouched by Human Hands. Also known as Keep Your Shape)
- She Was Made for Love (1959, Knave 1959/1 (Issue 1))
- Shoes (2002, The Magazine of Fantasy and SF 2002/2, also in Mammoth Book of New Comic Fantasy (2005) ed. Ashley, Carroll & Graf)
- Shootout in the Toy Shop (1981, Is THAT What People Do ?)
- Sightseeing, 2179 (2002, Uncanny Tales)
- Silversmith Wishes (1977, The Robot Who Looked Like Me)
- Simul City (1990?, Time Gate Vol. 2: Dangerous Interfaces, ed. Robert Silverberg, Baen 1990)
- Permis de maraude, 1955 ((en) Skulking Permit, 1954)
- Slaves of Time (1974, The Robot Who Looked Like Me)
- Sneak Previews (1977, The Robot Who Looked Like Me)
- Quelque chose pour rien (titre original : Something for Nothing, 1954, in Citizen in Space)
- Spacemen in the Dark (1953, Climax 1953/4)
- Les Spécialisés (titre original : Specialist, 1953, in recueil Untouched by Human Hands)
- Spectator Playoffs (1987, Night Cry Spr 1987. Collaboration with Jay Rothbell Sheckley)
- Spy Story ; voir Citizen in Space
- Squirrel Cage (1955, Galaxy 1955/)
- Starting from Scratch (1970, Can You Feel Anything When I Do This?)
- Strange Ritual ; voir Ritual
- Street of Dreams, Feet of Clay (1967, Galaxy 1968/2, later reworked into a segment of Dimension of Miracles)
- Subsistence Level (1954, Shards of Space)
- Svengali in Westchester (1959, Argosy 1959/12)
- Syncope and Fugue (1975, Galaxy 1975/7)
- Tailpipe to Disaster (Can You Feel Anything When I Do This?)
- The Academy (1954, Pilgrimage to Earth)
- The Accountant (1954, Citizen in Space)
- The Altar (1953, Untouched by Human Hands)
- La Bataille, 1983 ((en) The Battle, 1954)
- The Battle (1954, Citizen in Space)
- The Body (1956, Pilgrimage to Earth)
- The City of the Dead (1994, Uncanny Tales, originally in Galaxy), three parts:
  - City of the Dead
  - Weather Sirens
  - Perseus
- The Covenant (1960, Fantastic SF 1960/7. A round-robin novelette with Anderson, Asimov, Bloch and Leinster)
- The Cruel Equations (1971?, BOAC 1971; Can You Feel Anything When I Do This?)
- The Day the Aliens Came (1995, New Legends, ed. Greg Bear & Martin H. Greenberg, Legend 1995; Uncanny Tales)
- The Deaths of Ben Baxter (Store of Infinity)
- The Deep Hole to China (1955, Fantastic Universe 1955/6)
- The Demons (1953, Untouched by Human Hands)
- The Destruction of Atlantis (1989, The Collected Short Stories of Robert Sheckley Book Five. Also known as The Truth About Atlantis)
- The Disorder and Early Sorrow of Edward Moore Kennedy, Homunculus (1992, Alternate Kennedys, ed. Mike Resnick, Tor 1992)
- The Dream of Misunderstanding (2002, Uncanny Tales)
- The Dream Country (The Crafters Book 2, ed. Christopher Stasheff & Bill Fawcett, Ace 1992)
- The Eryx (1998?, Lord of the Fantastic : Stories in Honor of Roger Zelazny, ed. Martin H. Greenberg, Avon Eos 1998)
- The Eye of Reality (1982, Omni Oct 1982)
- The Forest on the Asteroid (2004, The Magazine of Fantasy and SF 2004/4)
- The Future of Sex: Speculative Journalism (1982, Is THAT What People Do?)
- The Future Lost (1980, Is THAT What People Do?)
- Retour aux cavernes, 1960 ((en) The Girls and Nugent Miller, 1960)Également titrée Les Filles et Nugent Miller
- The Gun Without a Bang (Store of Infinity)
- The Helping Hand (1981, Is THAT What People Do ?)
- The Homecoming (1989?, Buck Rogers: Arrival, ed. Anon., TSR 1989) - voir Buck Rogers
- The Hour of Battle (Space Science Fiction Sep 1953)
- The Humours (Store of Infinity. Also known as The Humors and Join Now)
- The Hungry (1954, Fantastic SF 1954/6. Revised version published in Fantastic Science Fiction 1969/8)
- The Impacted Man (1952, Untouched by Human Hands)
- The Joker's War (1990, in The Further Adventures of The Joker)
- The King's Wishes (1953, Untouched by Human Hands)
- The Language of Love (1957, Notions: Unlimited)
- The Last Days of (Parallel?) Earth (1980, Is THAT What People Do?)
- The Last Weapon (1953, The People Trap)
- The Last Word (1985?, Omni Feb 1985)
- La Clé laxienne (The Laxian Key, 1954, in recueil The People Trap)
- La Sangsue, 1974 ((en) The Leech, 1952), trad. Frank Straschitz
- The Life of Anybody (1984, Is THAT What People Do?)
- The Lifeboat Mutiny (1955, Pilgrimage to Earth)
- The Luckiest Man in the World (1955, Citizen in Space. Also known as Fortunate Person)
- The Machine (1957, Fantastic Universe 1957/7)
- The Martyr (1957, Galaxy 1957/2)
- The Mind-Slaves of Manitori (1989, Uncanny Tales)
- L'Homme minimum (titre original : The Minimum Man, 1958, Store of Infinity)
- The Mnemone (Can You Feel Anything When I Do This?)
- The Mob (1956, Infinity SF 1956/6)
- Les Monstres, 1956 ((en) The Monsters, 1953)
- The Mountain Without a Name (1955, Citizen in Space)
- The Native Problem (1956, Notions: Unlimited)
- The Necessary Thing (1955, The People Trap)
- The Never-Ending Western Movie (1976, The Robot Who Looked Like Me)
- The New Horla (2000, Uncanny Tales)
- The Obsidian Mirror (2002, BIGNews (also on Internet) 2002/10)
- The Odor of Thought (1953, The People Trap)
- The Ogre Test (1954, Planet Stories 1954/7 (Summer Issue))
- The Old Curiosity Shop (2004, BIGNews (also on Internet) 2004/9)
- The Other Mars (1991, The Bradbury Chronicles, ed. William F. Nolan & Martin H. Greenberg, Roc 1991)
- The Paris-Ganymede Clock (2005, Tales of the Shadowmen, Vol 1 ed. Lofficier)
- The People Trap (1968, The People Trap)
- The Perfect Woman (1953?, Amazing Dec 1953/Jan 54)
- The Petrified World (1968, Can You Feel Anything When I Do This ?)
- Le Prix du danger (titre original : The Prize of Peril, 1958/05, The Magazine of Fantasy and Science Fiction)
- The Quijote Robot (2001, Uncanny Tales)
- The Rabbi from Perdido (1990, Crazed World Construct)
- The Refuge Elsewhere (2003, The Magazine of Fantasy and SF 2003/5)
- The Resurrection Machine (1989, Time Gate, ed. Robert Silverberg, Baen 1989) - for Time Gate
- The Robot Who Looked Like Me (1973, The Robot Who Looked Like Me)
- The Robotic Replacement of George (1987, origin unknown. Collaboration with Jay Rothbell Sheckley)
- The Same to You Doubled (1970, Can You Feel Anything When I Do This ?)
- The Scheherezade Machine (1991, published in Pulphouse issues: Jun 1, Jul 6, Jul 27, Aug 17, Sep 20, Oct 25, Nov 29, Dec 31, all 1991)
- The Seal of Solomon (The Crafters, ed. Christopher Stasheff & Bill Fawcett, Ace 1991)
- La Septième Victime (titre original : The Seventh Victim , 1953/04, Galaxy Science Fiction)
- The Shaggy Average American Man Story (1979, Is THAT What People Do ?)
- Le Château des Skags (The Skag Castle, 1956, Is THAT What People Do?)
- The Slow Season (1954, Shards of Space)
- The Special Exhibit (1953, Shards of Space)
- The Stand on Luminos (Battlestation Book One, ed. David Drake and Bill Fawcett, Ace 1992) - for David Drake's Fleet series
- The Store of the Worlds (Store of Infinity. Also known as World of Heart's Desire)
- The Swamp (1981, Is THAT What People Do?)
- The Sweeper of Loray (1959, Shards of Space)
- The Sympathetic Doctor (2003, BIGNews (also on Internet) 2003/7)
- The Tales of Zanthias (2003, Weird Tales 2003/7)
- The Truth About Atlantis ; voir The Destruction of Atlantis
- The Two Sheckleys (2005, in Gateways, ed. Greenberg)
- The Universal Karmic Clearing House (1986, Uncanny Tales)
- The Victim from Space (1947, The People Trap)
- There Will Be No War After This One (1987, There Won't Be War, ed. Harry Harrison & Bruce McAllister, Tor 1991)
- Three Cautionary Tales (1981, Rod Serling's The Twilight Zone Magazine, April 1981), in three parts:
  - The Helping Hand
  - The Man Who Loved
  - The Wish
- Time Check for Control (1953, Climax 1953/3. Revised version in Science Fiction Digest 1954/2)
- Traitors' Saga (1988, The Fleet: Counterattack, ed. David Drake & Bill Fawcett, Ace 1988) - for David Drake's Fleet series
- Trap (1956, Pilgrimage to Earth)
- Triplication (1959?, Playboy May 1959, Store of Infinity), in three short parts:
  - Judication
  - Duplication
  - Lubrication
- Tripout (Can You Feel Anything When I Do This?)
- Trojan Hearse (1990, The War Years #1: The Far Stars War ed. Fawcett)
- Ultimatum ! (1953, Future SF 1953/11)
- Uncle Tom's Planet (1954, Galaxy 1954/12)
- Le Poison d'un homme (titre original : Untouched by Human Hands ou One's Man Poison, 1953, Galaxy 1953/12)
- Vacation on Earth (1983, Omni 1983/2)
- Visions of the Green Moon (1999, Moon Shots ed. Crowther & Greenberg, 1999)
- Voices (1973, The Robot Who Looked Like Me)
- Tu brûles (Warm, 1953, Galaxy Science Fiction)
- Warrior Race (1952, Galaxy 1952/11 UK Vol:3 #3)
- Warrior's Return (1955, Galaxy 1955/11)
- Watchbird (1953, Notions: Unlimited)
- We Are Alone (1952, Future Nov 1952)
- Bienvenue dans le cauchemar classique (Welcome to the Standard Nightmare (1973, The Robot Who Looked Like Me)
- What is Life ? (1976, The Robot Who Looked Like Me)
- What Goes Up (1953, Science Fiction Adventures 1953/5)
- What A Man Believes (1953, Fantastic SF 1953/11)
- Wild Talents, Inc. (1953, Is THAT What People Do?)
- World of Heart's Desire ; voir The Store of the Worlds
- Wormworld (1991, The Collected Short Stories of Robert Sheckley Book Five)
- Writing Class (1952, Imagination 1952/12)
- Xolotl (1991, Pulphouse: Eugene, OR 1991)
- Zirn Left Unguarded, The Jenghik Palace in Flames, Jon Westerly Dead (1972, The Robot Who Looked Like Me)

## SérieAAA Ace Interplanetary Decontamination Service
- Milk Run (1954/9, Pilgrimage to Earth)
- Ghost V (Galaxy 1954/10, The People Trap)
- La Clé laxienne (The Laxian Key, 1954, in recueil The People Trap)
- Squirrel Cage(Galaxy, Janv. 1955)
- The Lifeboat Mutiny (1955/4, Pilgrimage to Earth)
- The Necessary Thing (Galaxy 1955/6, The People Trap)
- Le Château des Skags (The Skag Castle, 1956, Is THAT What People Do?)
- Un Sarkanais peut en cacher un autre (Sarkanger in Stardate, Jan-Fev. 1986)

## Nouvelles qui ne sont pas de science-fiction
- Futuropolis: Impossible Cities of Science Fiction and Fantasy (1978, A&W Visual Library)
- On Working Method (Vector 1978/9. Version revue publiée sous le titre How Pro Writers Really Write — Or Try To)
- How Pro Writers Really Write — Or Try To (1982, cf. ci-dessus)
- Immortality and Car Chases (1992, Dark Side 1992/7)
- Memories of the Fifties (1992, New York Review of SF 1992/8)
- Journal of Robert Sheckley (1998, Galaxy eZine)
- Philosophy & Science Fiction (1999, Greenwich Village Gazette)
- My Life in Oregon (2000, Greenwich Village Gazette)
- The World Out There : Muslim (2001, BIGNews 2001/12)
- The World Out There : An Afghanistan Frame of Mind (2002, BIGNews 2001/1)
- The World Out There : Rain, Melancholy, Travel (2002, BIGNews 2001/2)
- On Lying (2003, BIGNews 2003/4)
- The New Interactive Diary (2003, BIGNews 2003/10)